# Panavia Tornado (varianti)

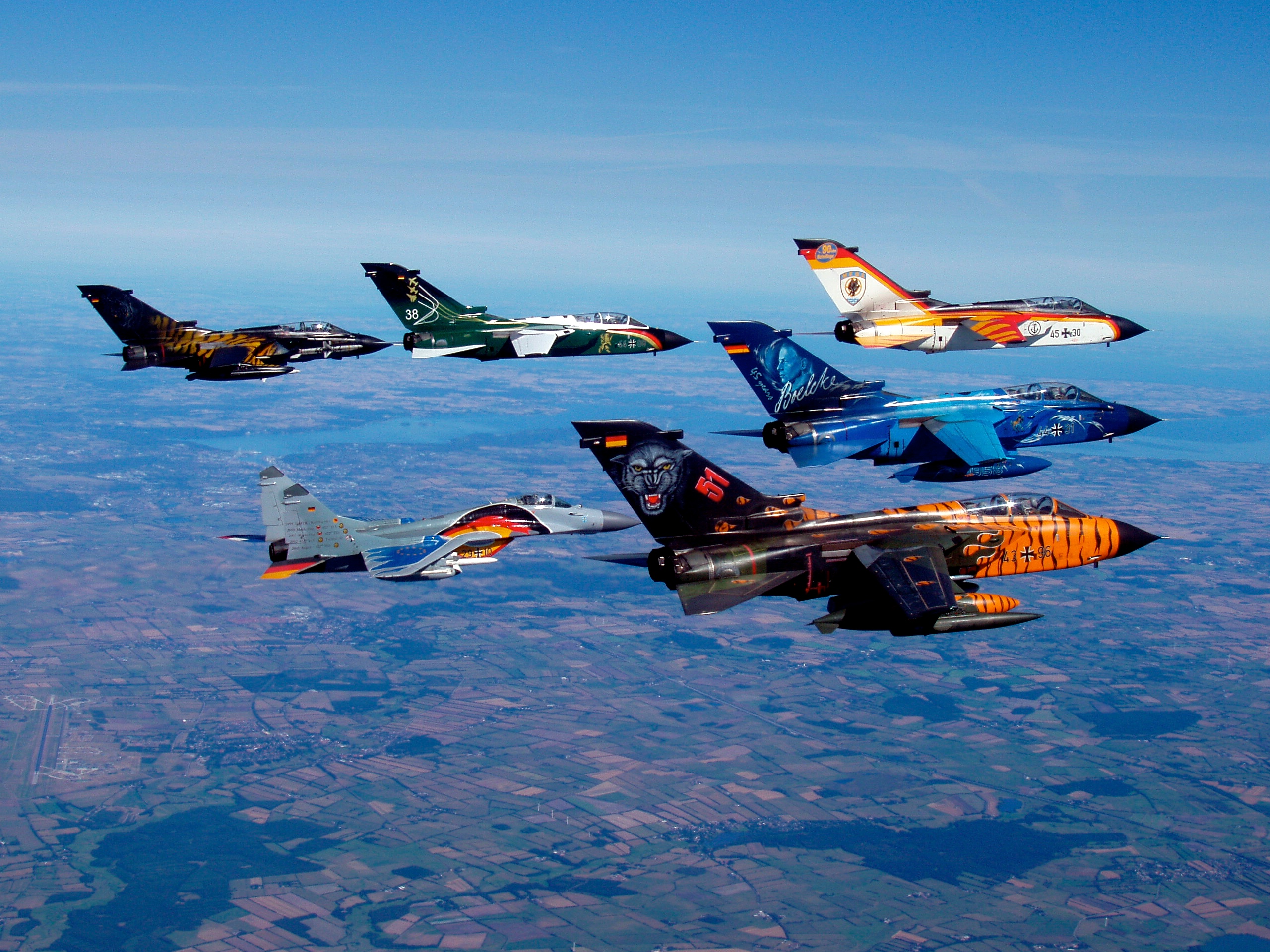
Tornado tedeschi con livrea speciale in formazione.

L'aereo da combattimento multiruolo Tornado è stato sviluppato in tre principali varianti.

## Sommario delle versioni e quantitativi prodotti
Le versioni prodotte furono le seguenti:

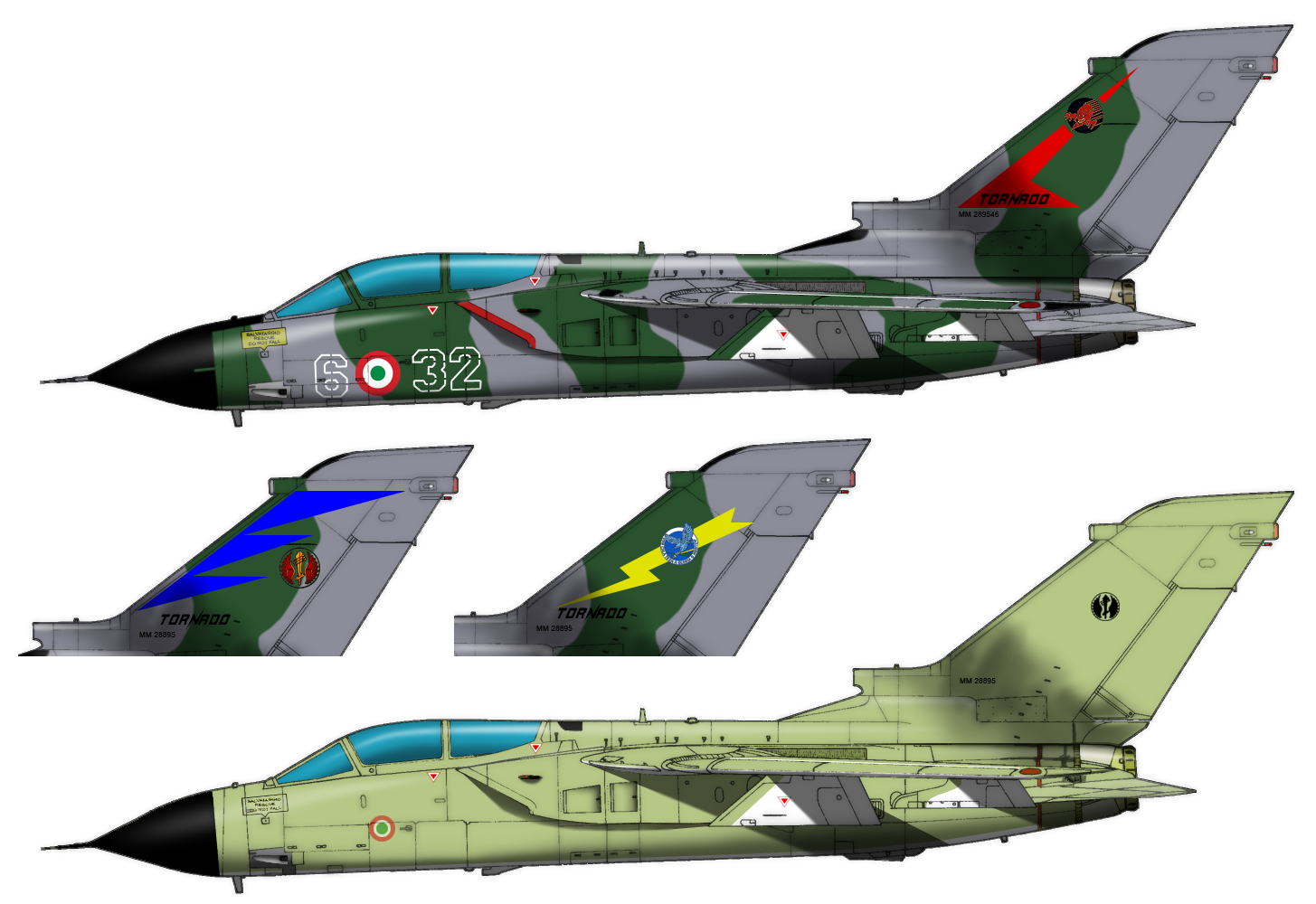
Alcune varianti di colorazione utilizzate dai Tornado italiani.

- Tornado IDS: versione da interdizione e attacco al suolo, la principale tra quelle prodotte.

- Tornado ADV: versione appositamente sviluppata dalla Gran Bretagna per la difesa aerea; aveva un muso più lungo rispetto alle altre (per poter ospitare il radar Foxhunter specificamente sviluppato per missioni di tipo CAP e combattimento BVR) ed alcuni esemplari vennero acquistati in leasing anche dall'Italia. Sono stati poi tutti restituiti e sostituiti con gli F-16A acquisiti sempre in leasing tramite il programma Peace Caesar (anch'essi già restituiti)

- Tornado ECR: versione per la guerra elettronica.

In tutto furono ordinate 809 macchine: 220 IDS e 165 ADV per la RAF e il resto IDS per Germania e Italia. In tutto la produzione arrivò successivamente a circa 992 esemplari, appena al sotto dei mille apparecchi che si prevedeva di raggiungere nell'insieme. La produzione venne organizzata nel modo seguente:
- Batch 1: 43 velivoli con motori Mk 101 da 3773/6730 kg/s. Erano 11 Mk 1, 12 Mk 1T, 3 prototipi ADV F Mk.2, 14 GT (German Trainer) e 3 IDS tedeschi (German Strike). Serie: 001-43
- Batch 2: con questa produzione si giunse alla produzione in grande serie. 110 macchine costituite da: 39 GR Mk I inglesi, 16 GR Mk IT, 27 IDS GS, 13 IDS GT, e i primi 5 IDS IS (italiani). C/c 044-153
- Batch 3: un totale di 164 macchine (C/c 154-317) tra cui: 60 GR Mk I, 8 GR Mk IT, 56 IDS GS, 12 IDS GT, 26 IDS IS e 2 IDS IT biposto. I GR Mk I erano dotati di LRMTS, di prese d'aria fisse da mach 1,8, 14 di questi erano da ricognizione GR Mk IA e 26 Mk IB antinave. Motori potenziati erano, in 50 macchine, gli RB.199 Mk 103 3926/7291 kgs (con il 'combat plus' vi erano 7665 kgs)
- Batch 4: 162 macchine prodotte con serial 318-479. In dettaglio erano 18 ADV F Mk 2, 47 GR Mk I, 8 Mk IT, 56 IDS GS, 8 IDS GT, 27 IDS IS. Solo queste macchine ebbero introdotta la capacità nucleare, e gli Mk 103 come standard, che permettevano ai velivoli italiani e tedeschi, grazie alle prese d'aria ancora variabili (le macchine inglesi le avevano modificate, fisse) arrivavano a mach 1,92.
- Batch 5: 173 macchine S/n.480-653. 63 ADV F Mk 3, 2 GR Mk IA, 14 GR Mk I e 6 1T per la RSAF, 65 IDS GS, 5 GT, 27 IDS IS e 2 IDS IT. Calcolatore di bordo Life Spirit da 128 kB, predisposizione per missili HARM, ECM attive finalmente introdotte (gli esemplari precedenti non ne avevano) in pod esterni, data link Std 1553B.
- Batch 6: 155 Tornado (652-807), di cui: 68 ADV per la RAF, 24 per la RSAF, 63 IDS GS
- Batch 7: 122 Tornado (808-929) con 7 GR Mk I, 14 Mk IA, 6 Mk IT, più le macchine saudite (14 IDS, 8 CT, 6 Mk IA) e gli otto per l'Oman, ma girati alla RAF. Infine vi erano i 35 EKA-ECR.
- Batch 8: 69 macchine di cui 26 britanniche, 35 tedesche e 8, per la Giordania, tutti cancellati dal costruzione.
- Batch 9: 48 RSAF IDS.

## La versione IDS
La versione da interdizione e attacco al suolo è stata realizzata secondo vari standard produttivi, sia per i motori RB.199, passati attraverso vari incrementi di potenza, dai 7.000 kg/s degli Mk 101 a circa 8000 degli Mk 105, sia per gli allestimenti e aggiornamenti vari. Ne sono stati prodotti 8 lotti (Batch) progressivamente aggiornati. Tra le sotto versioni, quelle specializzate per l'attacco antinave, gli attacchi di precisione laser con pod e LRTMS,  attacco antiradar.
Tornado IDS DC (Doppio Comando ovvero Trainer): 126 prodotti, che ha una disposizione degli equipaggiamenti interni diversa. Il secondo  posto di pilotaggio ha il joystick spostato sulla destra per far posto ad una cloche, mentre vi sono le manette sulla sinistra. Questa versione non possiede uguali capacità combattive dei monocomando e può impiegare soltanto carichi bellici ridotti (da esercitazione), tra l'altro ciò risulta anche dalle fotografie dove il monitor TV-TAB di sinistra, relativo alle armi d'attacco, non è presente. Considerando che questa versione serve solo per familiarizzare con il volo del velivolo, la limitazione delle capacità di attacco che ne deriva è comprensibile ma reale. I Tornado del TTS di Cottesmore, dove molti DC sono presenti, normalmente non sono dotati nemmeno di piloni subalari per l'attacco al suolo o anche semplici serbatoi.

## La versione ADV

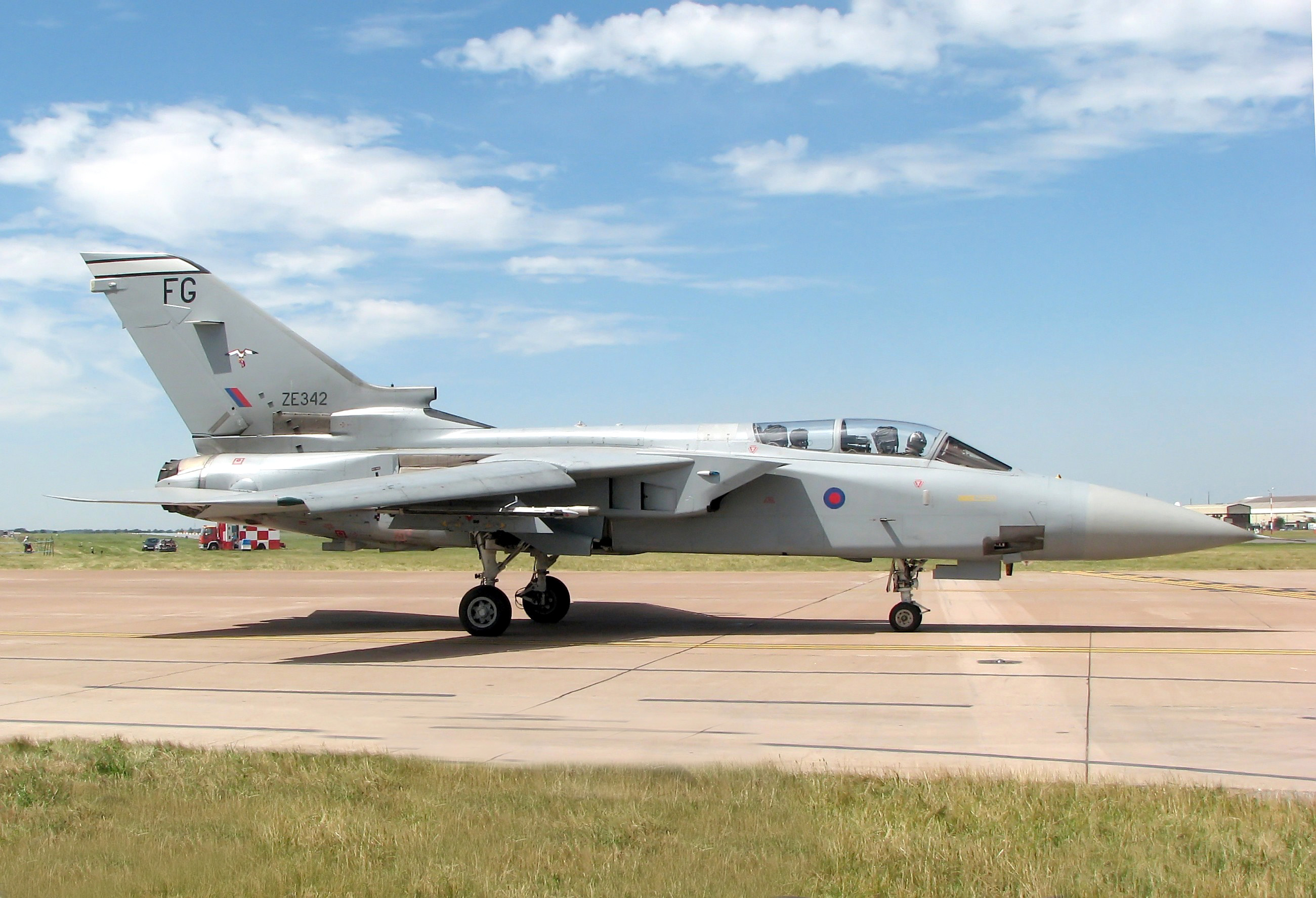
Un Tornado F.3 britannico, notare la struttura molto più snella dell'IDS, specie il muso e la parte centrale della fusoliera, mentre l'ala è la stessa

Lo scarso potenziale di crescita e flessibilità hanno contraddistinto questo sofisticato e specializzato aeroplano che ha avuto un epigono nel modello ADV ("Air defence variant", "Versione per la difesa aerea), nato essenzialmente delle esigenze e tecnologie inglesi. Ebbe il compito, sostanzialmente, di intercettare i bombardieri d'attacco, ovvero i velivoli della categoria a cui appartiene lo stesso IDS.
Il prototipo ha compiuto il primo volo il 27 ottobre 1979 ed in tutto gli esemplari di F Mk 2 sono stati oggetto di 10 ordinazioni (più 8 in versione addestrativa). I radar erano gli AI.24A Foxhnter, poi smontati a causa dell'inefficienza dimostrata, sostituiti in seguito dagli AI.24B dal 1985.
La prima versione veramente operativa fu la Mk 3 con motori Mk 104 dotati di spinta maggiorata e condotto di scarico allungato di 36 cm, oltre che di numerosi altri miglioramenti. La lunghezza della fusoliera passava a 18,08 m.
L'Mk 2 venne allungato in fusoliera di circa 50 cm per avere una migliore aerodinamica e alloggiare 4 missili a media gittata sotto la fusoliera in due coppie in tandem (scalate), aggiungere ancora carburante e migliorare accelerazione e velocità. Per ragioni industriali e politiche, venne preferito allo statunitense F-14, nonostante rispetto a questo avesse pochi vantaggi, due su tutti: la velocità e stabilità a bassa quota, e la straordinaria autonomia a velocità di crociera.
Questo velivolo ebbe un sistema d'arma totalmente rinnovato, con un potente radar Foxhunter capace di intercettare bersagli multipli a oltre 180 km e strumenti dell'abitacolo ridisegnati.  La cartina a mappa mobile fu rimossa, lasciando nell'abitacolo posteriore la sola dotazione di display multifunzione. L'ala fu dotata del sistema di regolazione automatica della freccia alare per agevolare il duello aereo, successivamente rimossa in quanto non forniva in effetti alcun vantaggio pratico. I motori ebbero un condotto di scarico allungato ed altre piccole modifiche per renderli più efficienti nel volo prolungato ad alta quota e velocità. Il raggio d'azione dell'F Mk 3 subsonico è straordinario (1850 km, autonomia di trasferimento 4800) ma in missioni supersoniche esso non arriva che a 550, praticamente pari a quello del più piccolo Mirage 2000 (600 km).
Difficoltà di ogni genere si sono verificate nello sviluppo del velivolo e del radar in particolare, sostituito da un certo momento in poi da una zavorra di piombo.  I motori hanno visto varie modifiche tra cui l'allungamento dei tubi di scarico per aumentare l'efficienza degli stessi, senza risultati straordinari.
La dotazione subalare degli aerei era, nell'mk 2, di un paio di missili AIM-9 Sidewinder sotto le ali e 2 serbatoi da 1500 litri. In seguito con l'F Mk 3 vi è stato il raddoppio dei Sidewinder e l'adozione di serbatoi da 2250 litri. Sotto la fusoliera erano presenti i 4 missili a medio raggio Skyflash o AIM-120 AMRAAM, sistemati in posizione semi-conforme, ovvero annegati nella fusoliera e con eiettori Frazer-Nash per lo sgancio in sicurezza in ogni condizione di volo.
Il cannone si trova sulla sinistra, un Mauser da 27 mm con cadenza di tiro di 1700 colpi al minuto. Non vi sono apparati optronici di tiro in aggiunta al radar. Il sistema RWR è molto sofisticato rispetto a quello dei modelli IDS, e più versato nelle operazioni aria-aria. La dotazione di lanciatori di chaff e flare ALE-40 è l'unica che occasionalmente sia presente tra le ECM attive. La specialità del Tornado ADV è l'intercettazione a bassa quota ed alta velocità di altri aerei veloci, grazie alle sue buone prestazioni in questo contesto. Ad alte quote il velivolo è decisamente fuori dalla sua ottimale zona operativa.
I Sauditi hanno rifiutato questo modello ordinando nel 1992 aerei aggiuntivi della sola versione IDS.

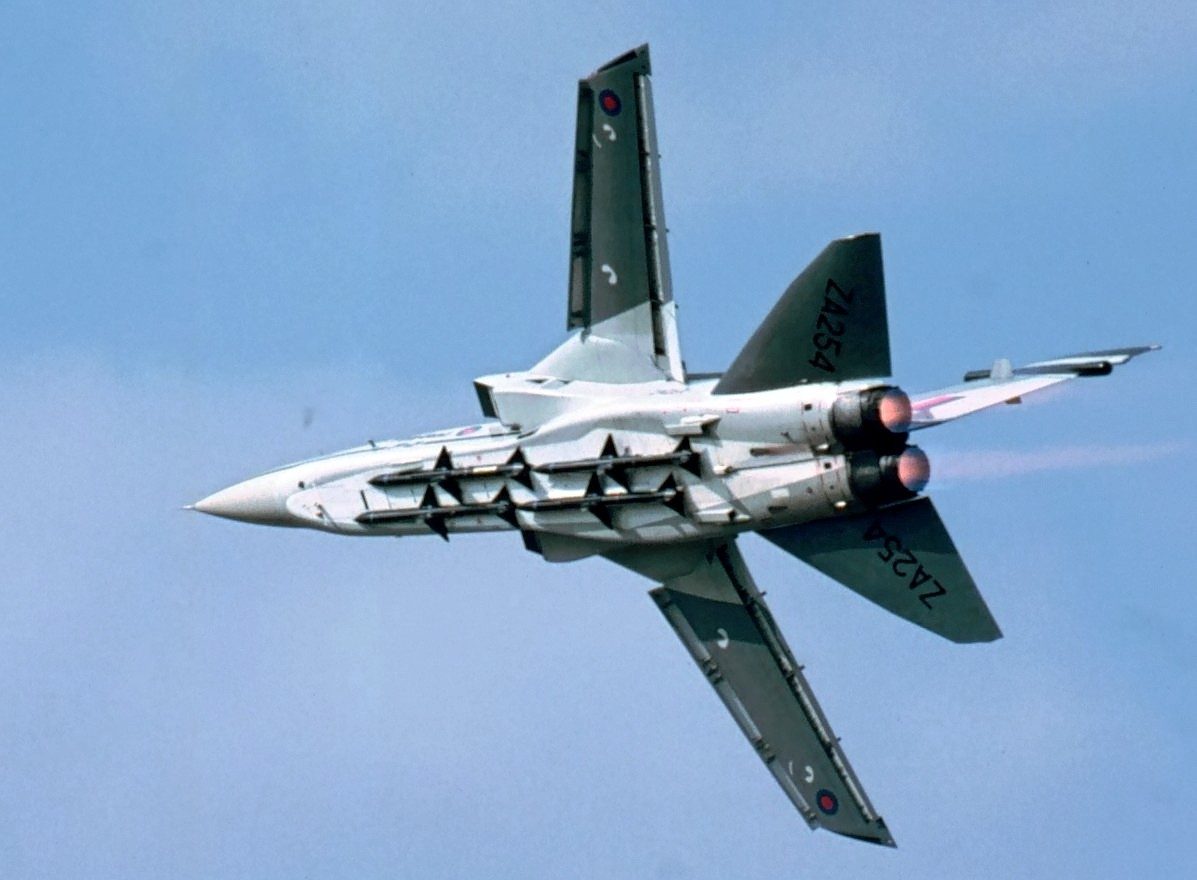
L'ADV mostra il carico completo di missili ventrali

L'Italia aveva, agli inizi degli anni novanta una linea di aerei da caccia dall'efficienza molto ridotta. Dato che la RAF aveva macchine in surplus dopo la riduzione dei reparti operativi, l'AM ha ordinato e ricevuto 24 ADV in leasing per 10 anni per ottenere così un apparecchio intercettore che potesse operare nella difesa aerea del paese, assegnato a due gruppi, dove è stato utilizzato senza perdite.
Questo modello utilizzava missili Sky Flash, in quanto non fu considerato conveniente modificare il sistema di tiro per gli Aspide. Così, considerando che i missili Sky Flash (4 per aereo) erano del modello basico, con il motore dello Sparrow E, la situazione dei caccia intercettori italiani si è stabilizzata in modo scoordinato, gli ADV dotati di radar a grande portata ma con missili di gittata ridotta, e caccia intercettori F-104S, con la dotazione contraria (Setter e Aspide).
Una ragione per la scelta di questo modello (in alternativa a caccia USA) fu quella di ottenere un velivolo quanto più simile all'IDS, ma l'obiettivo si rivelò meno produttivo del previsto in quanto le differenze di struttura ed equipaggiamento erano tali da lasciare troppo poco in comune. In sostanza si è trattato di un apparecchio utile soprattutto per guidare in azione gli F-104, grazie al suo potente radar (come già avvenuto per gli ADV/English Electric Lightning, il velivolo più vecchio e più veloce operava a radar spento, guidato a distanza dall'aereo più moderno).
I Tornado ADV, al termine del contratto decennale di leasing (risultato molto oneroso) sono stati sostituiti da 32 F-16 ADF americani, sempre in attesa dell'Eurofighter Typhoon che avrebbe dovuto entrare in servizio nel 1996, ma i cui ritardi hanno costretto a prendere in considerazione misure stop-gap come il leasing di aerei stranieri (nel 2000 persino l'Aeronautica greca aveva offerto i suoi 28 superstiti Mirage F.1) e l'ulteriore, costoso programma F-104S ASA/ECO (poi ASA-M) per il prolungamento della vita operativa di 64 Starfighter (49 monoposto e 15 biposto).
Gli inglesi hanno continuato ad aggiornare l'F. Mk3 fino a fargli raggiungere standard di alto livello, con l'introduzione di motori migliorati, JTDS, missili AIM-132 ASRAAM di nuova generazione, mentre vi è stata anche la sostituzione degli Sky Flash con gli AMRAAM.  In generale, peraltro, lo sviluppo è stato troppo lungo e complesso per essere considerato un pieno successo, mentre si può dire che in confronto il cambio di ruolo dell'F-15 Eagle nel modello "E" è risultato più felice. Anche la possibilità che i bombardieri russi fossero accompagnati da caccia Sukhoi Su-27 Flanker a lungo raggio ha sollevato dubbi sugli intercettori ADV, non molto adatti al combattimento aereo manovrato. L'entrata in servizio è avvenuta praticamente quando la minaccia sovietica era già ridimensionata, con i Su-24 e Tu-22M messi a terra per mancanza di carburante a partire dal 1991. L'altro elemento della difesa aerea inglese di nuova generazione, il Nimrod AEW, non entrò in servizio, e la RAF ordinò 7  E-3D Sentry AWACS alla Boeing.
Recentemente l'ADV, anche per la mancanza di minacce aeree, è stato convertito dalla RAF e forse anche dalla RSAF con il ruolo Wild Weasel, armato di missili ALARM, usati da entrambe le forze aeree e necessitanti di poche modifiche per gli aerei che le trasportano.
Nell'insieme il Tornado ADV rappresenta uno sviluppo, dal punto di vista strutturale, notevole dell'originario e compatto IDS. La fusoliera è capace di trasportate molto più carburante (7300 l) e l'aerodinamica è sostanzialmente migliore, con sensibili guadagni sull'accelerazione, velocità e anche nella delicata fase del rifornimento in volo. Proprio per sfruttare queste migliorie era stato pensato il progetto Super Tornado o Tornado 2000, macchina multiruolo basata sull'Mk 3 ma rimasta senza seguito: era stato pensato nel 1991 come macchina da attacco con carburante aggiuntivo, elettronica ammodernata e altre modifiche, ma abbandonata successivamente per vari motivi economici e tecnici.
In totale furono prodotti non meno di 620 IDS (inclusi 126 DC),100 per l'AM, 226 per la LW, 100 per la MF, 48 per la RSAF e 220 per la RAF. Originariamente ne furono previsti molti di più, ma intervennero tagli e aumenti dei costi. Le altre macchine sono i 187 ADV (165 RAF e 24 RSAF), e 35 ECR.

## La versione ECR
Questo programma ha avuto la guida tedesca fin dall'inizio. Mentre la RAF non si è curata di usare una macchina del genere, la Luftwaffe ha richiesto un modello chiamato EKA, poi denominato ECR (acronimo di Electronic Combat and Reconnaissance) all'ingresso nel programma dell'Aeronautica Militare e dell'Aeritalia.Il velivolo, in tale versione, ha un localizzatore dei radar nemici ELS, missili AGM-88 HARM, sistemi di ricognizione (linescan IIS) con sensore AN/ADR-5 (sbarcato dopo alcuni anni), un pod FLIR (Forward looking infrared) Carl Zeiss, ed un sistema di trasmissione dati ODIN (Operational Data Interface). La dotazione standard è di 4 missili, 2 pod ECM e 2 AIM-9, mentre per le missioni a lungo raggio possono essere equipaggiati con 2 serbatoi subalari.
La linea di volo della Luftwaffe contava 35 velivoli in servizio attivo ed altre 15, aggiornate a questo standard, nell'AMI.
L'ECR fu proposto anche all'USAF, non riscontrando successo, come sostituto dell'F-4G Phantom II nel ruolo SEAD (WW).

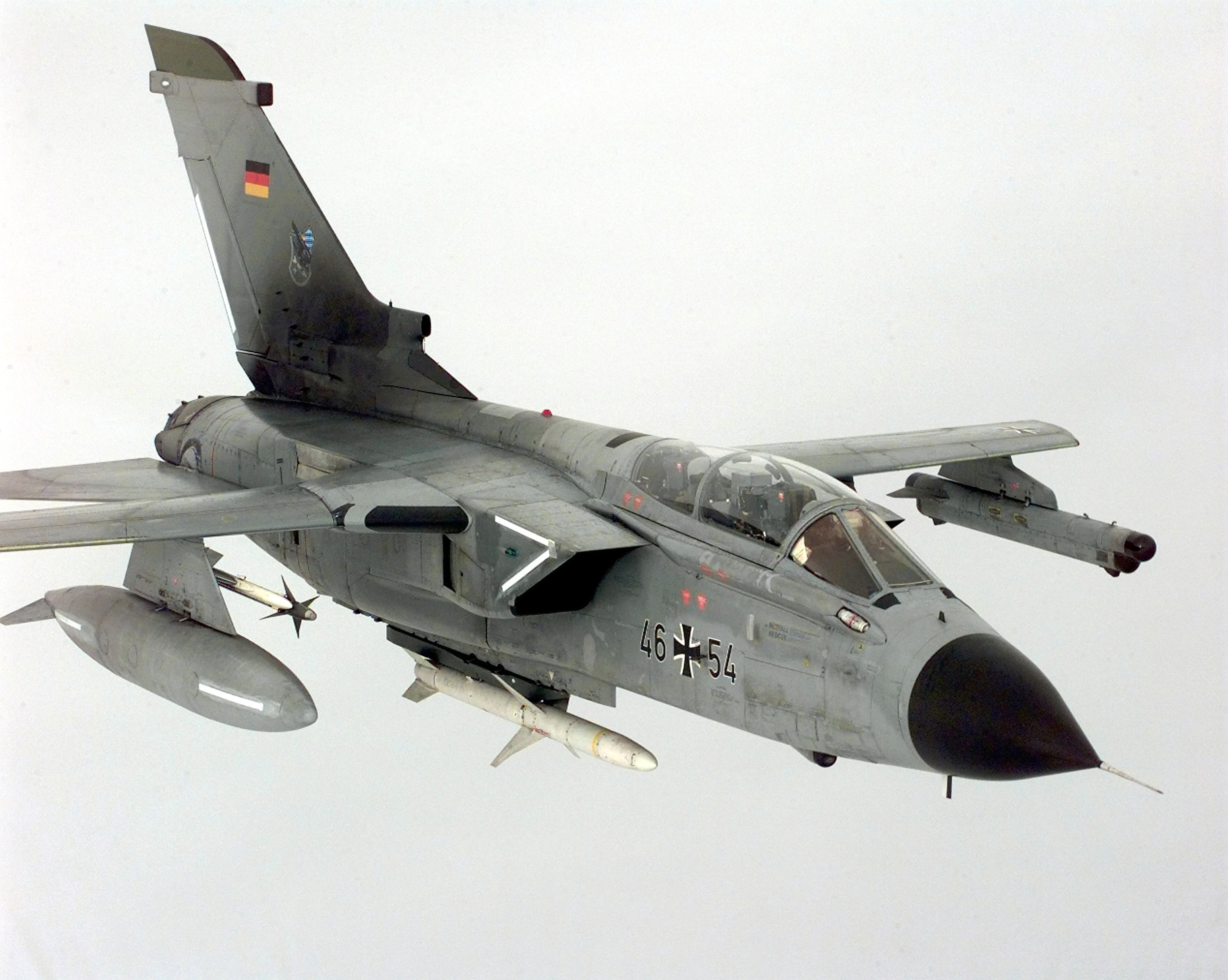
Tornado della Luftwaffe tedesca del JbG-32 di Lechfeld, armato con un missile aria-aria AIM-9 Sidewinder sotto l'ala destra e un missile antiradar AGM-88 HARM in posizione ventrale. Sotto l'ala sinistra è installato un pod da guerra elettronica

Il programma venne iniziato nel 1983, con l'obbiettivo di sviluppare una macchina simile all'EF-111A, ma, abbandonato tal proposito, si è puntato sullo sviluppo di un velivolo prevalentemente WW.
Ordinati nel 1986, effettuarono il primo volo il 16 agosto 1988 e le consegne si conclusero nel 1992.
Sono tuttora motorizzati con turboventole Mk 105, in grado di prestazioni molto superiori, con un valore di 4419/8020 kgs, aumentabili a 8443kgs. Il primo velivolo ECR-I uscì dalla linea di montaggio il 19 marzo 1992. Le macchine modificate erano le recenti Batch 5, tenute in riserva. La dotazione di questi apparecchi era basata sui motori Mk 103, un calcolatore da 224Kb di RAM, schermi cartografici digitali a colori, HUD rinnovato. Il sistema di contromisure elettroniche nella versione italiana è basato su un Radar Warning (ARWE) e contromisure attive Elt-553 Mk2, equipaggiamenti sviluppati da Elettronica S.p.A sotto controllo Aeritalia. 
Per il loro ruolo di  ricognitori, nella Luftwaffe e nell'Aeronautica Militare, venne scelto un pod esterno simile all'Orpheus, mentre la RAF optò per 30 GR Mk 1A, che come gli ECR rinunciavano totalmente all'utilizzo dei cannoni interni per lasciare spazio ad un nuovo linescan Vinten 4000. I risultati, però, non sono stati considerati eccezionali pur trattandosi di un sistema interamente elettronico.